# Бальди, Карл Валерианович
Бальди́, Карл Валериа́нович (Вале́рьевич) (1861—1921) — петербургский архитектор, инженер-строитель.

## Биография
Учился в Императорской Академии художеств (1884—1892). Окончил базовый курс наук (1888). Получил малую серебряную медаль Академии художеств (1891). Присвоено звание классного художника 3-й степени (1892) за «Проект биржи на площади». Звание классного художника 2-й степени получил в 1894-м.
Служил в Техническо-строительном комитете Министерства внутренних дел (1896—1903), в Городской управе. Преподавал в Институте гражданских инженеров.
Представитель стилей эклектика и модерн. Автор около 20 домов в Петербурге, дач в его окрестностях в стилях эклектика и модерн. Строил в основном доходные дома, в том числе собственный — на 9-й линии В.О., 72 (1907).
В 1909 году формально возглавил строительство Санкт-Петербургского дацана (буддийского храма) по эскизному проекту студента Института гражданских инженеров Н. М. Березовского, который числился заведующим постройкой, вероятно, потому что не имел законченного архитектурного образования. Реконструировал Почтамтский мост.
Жена: Алевтина Михайловна (1875—1940).

## Постройки в Петербурге

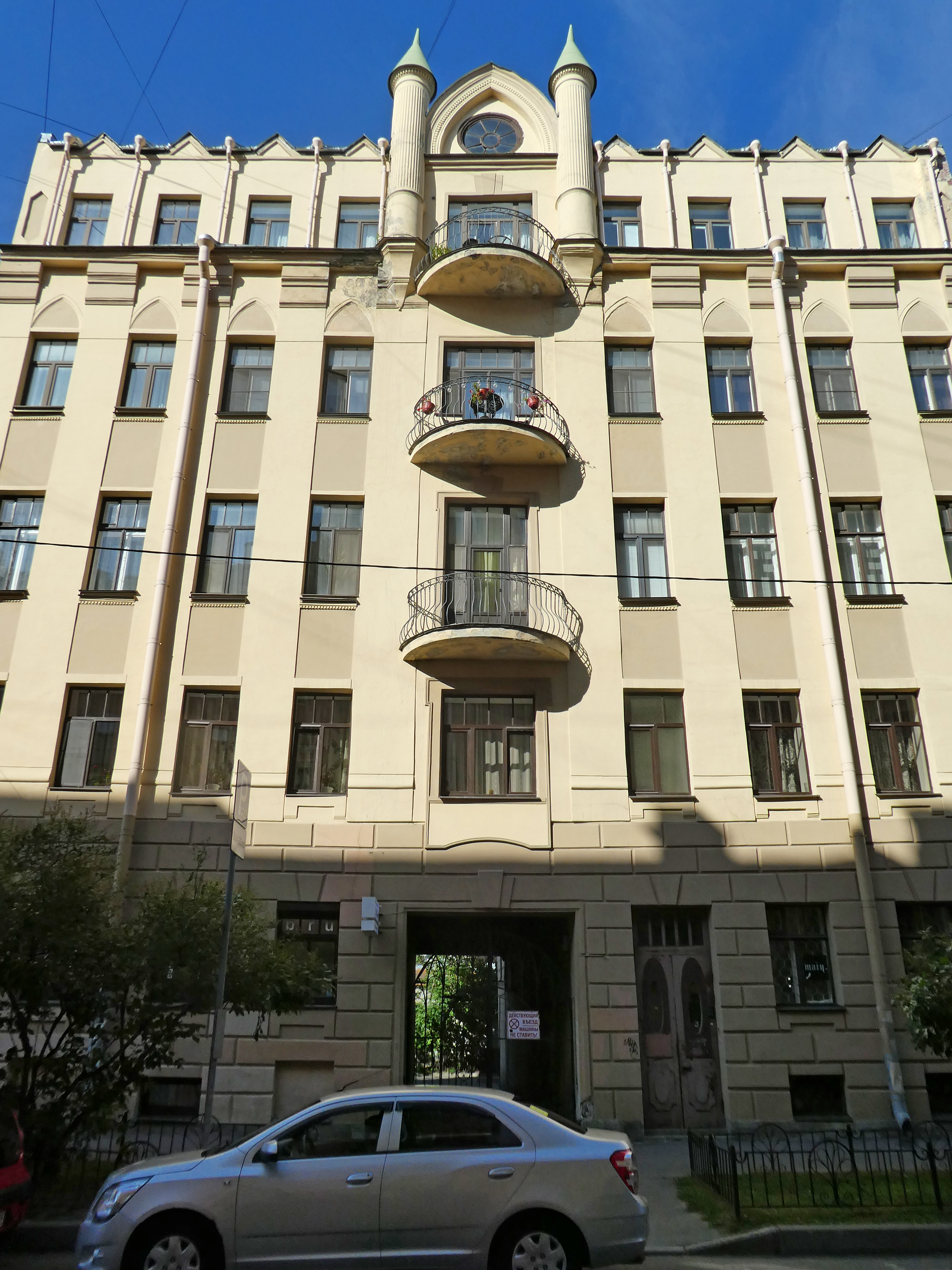
4-я Советская улица, дом 42

Указаны современные адреса:
- Доходный дом. Зверинская ул., 32 (1899)[6]
- Дом Н. Н. Тихонова. Флигель. ул. Розенштейна, 6 (1899)[7]
- Доходный дом А. В. Макаровой. пр. Добролюбова, 15 (1901)[8]
- Дом М. Е. Зенкевич. Фурштатская ул., 28 (1901)[9]
- Доходный дом. Татарский пер., 12 (1901)[10]
- Доходный дом Н. И. Цылова (перестройка). ул. Маяковского, 18 (1901)[11]
- Доходный дом. пр. Добролюбова, 13 (1902)[12]
- Доходный дом купца Пономарёва (перестройка). Старо-Петергофский пр., 19 — Курляндская ул., 33 (1903)[13]
- Доходный дом О. Н. Эдельгауз. 2-я Советская ул., 12 — 3-я Советская ул., 11 (1903—1904)[14][15]
- Здание Центральной телефонной станции (перестройка). Большая Морская ул., 22 (1905)[16]
- Доходный дом К. В. Бальди. 9-я линия ВО, 72 (1907)[17]
- Доходный дом. Рижский пр., 4 (1908)[18]
- Доходный дом Ф. И. Танского. ул. Куйбышева, 21 (1909—1912)[19]
- Доходный дом О. Н. Эдельгауз. Шпалерная ул., 44Б (1912)[20]
- Доходный дом. Железноводская ул., 22 (1912—1913)[21]
- Доходный дом. ул. Марата, 36—38 (1913)[22]
- Доходный дом (перестройка). 4-я Советская ул., 42 (1914)[23].